# Franco Mastantuono
Franco Mastantuono (* 14. srpna 2007) je argentinský fotbalista, který hraje jako záložník za River Plate a argentinskou reprezentaci. Dne 14. srpna 2025 se připojí k španělskému Realu Madrid.

## Klubová kariéra

### Začátky
Svou kariéru začal ve třech letech v River de Azul, kde byl trenérem jeho otec. V roce 2017 byl pozván na zkoušku do River Plate, ale i přesto, že dostal nabídku připojit se k akademii klubu, odmítl, protože jeho rodina chtěla, aby pokračoval ve svojí tenisové kariéře. Místo toho podepsal ve svých jedenácti letech smlouvu s Club Cemento. 

### River Plate
O dva roky později, v roce 2019, se Mastantuono rozhodl přijmout nabídku z River Plate. V roce 2019 odehrál svůj první zápas za mládež River Plate.
V srpnu 2023 podepsal s klubem svou první smlouvu, a sice dvouletou s výkupní klauzulí ve výši 30 milionů eur.
V následujícím roce byl zařazen do kádru River Plate na předsezónní přípravu. Neoficiálně debutoval za klub v přátelském zápase proti mexickému týmu CF Monterrey, poté nastoupil i v dalším přátelském utkání proti dalšímu mexickému klubu, CF Pachuca. Na konci ledna 2024 se stal třetím nejmladším hráčem v historii River Plate, který nastoupil v oficiálním soutěžním zápase (mladší byli jen Omar Rossi a Mateo Musacchio).
Mastantuono vstřelil svůj první gól za klub v zápase Copa Argentina proti Excursionistas, dne 8. února 2024. Stal se tak nejmladším střelcem River Plate v historii a překonal rekord, který do té doby držel Javier Saviola. V Superclásicu Mastantuono skóroval z přímého kopu z 28 metrů a stal se druhým nejmladším hráčem, který kdy skóroval v Superclásicu.

### Real Madrid
Dne 13. června 2025 Real Madrid oznámil, že Mastantuono se k klubu připojí v den svých 18. narozenin, 14. srpna. 

## Reprezentační kariéra
Mastantuono se narodil v Argentině a je italského původu.
Do argentinské reprezentace do 17 let ho poprvé povolal trenér Pablo Aimar, když mu bylo pouhých patnáct let. Jeho výkony za mládežnické týmy River Plate upoutaly pozornost trenéra reprezentace do 20 let, Javiera Mascherana.
Koncem května 2025 byl poprvé povolán do seniorské reprezentace pro zápasy kvalifikace na mistrovství světa 2026 proti Chile a Kolumbii. Dne 5. června debutoval proti Chile, střídal Thiaga Almadu. 

## Úspěchy

### Klubové
River Plate
- Supercopa Argentina: 2023